# Siphonoconus dendrobates
Siphonoconus dendrobates är en mångfotingart som beskrevs av Carl Graf Attems 1930. Siphonoconus dendrobates ingår i släktet Siphonoconus och familjen Siphonotidae. Inga underarter finns listade i Catalogue of Life.